# Večletnica
Večletnica (tudi policiklična rastlina ali pluriennes) je rastlina, ki potrebuje za razvoj vegetativnih organov več vegetacijskih dob. Le enkrat cveti in obrodi seme. Kasneje rastlina odmre.
Nekaj večletnic:
- nekatere palme - Corypha gebanga
- nekatere agave - (Agave americana) se vegatativno razvija 8-20 let
- Fourcroya longaeva lahko raste vegetativno do 400 let